# Eagle Village (Alaska)
Eagle Village est un census-designated place (CDP) ou lieu désigné par recensement dans la Région de recensement de Southeast Fairbanks, Alaska, États-Unis. La population était de 68 habitants lors du recensement de 2000.
Eagle Village est situé à 13 km (8 miles) à l'ouest de la frontière entre l'Alaska et le Yukon du Canada sur la route Taylor, à proximité de Eagle. Eagle Village était appelé autrefois Johnny's aux environs de la fin du XVIIIe siècle et du début du XIXe siècle par certaines personnes, après le nom anglais du chef de tribu de cette époque, John.

## Géographie
Eagle Village est localisé à 64° 46′ 53″ N, 141° 06′ 53″ O.
Selon le Bureau du recensement des États-Unis, la surface de la zone du CDP est de 49,4 km2) (19,1 milles carrés), surface entièrement terrestre.

## Démographie
Au Recensement de 2000, il y avait 68 personnes, 32 foyers, et 14 familles résidant dans la zone. La Densité de population était de 1,4 habitant par km2 (3,6 hab./mi2). Il y avait 50 logements sur une zone densité moyenne de 1/km2 (12.6/mi2). L'origine ethnique était à 55,88 % Blanche et 44,12 % Américain natif. 
Il y avait 32 foyers pour lesquels 25,0 % avaient des enfants en dessous de 18 ans vivant avec eux. 25,0 % étaient des couples mariés vivant ensemble, 12,5 % étaient des femmes seules, et 56,3 % n'avaient aucun lien de parenté. 43,8 % de tous les foyers était constitué de célibataire et 3,1 % vivaient avec une personne de plus de 65 ans. La taille moyenne du foyer était de 2,13 et la taille moyenne de la famille de 3,00.
Dans la zone, la population se répartissait en 25,0 % en dessous de 18 ans, 5,9 % de 18 à 24 ans, 39,7 % de 25 à 44 ans, 25,0 % de 45 à 64 ans, et 4,4 % de plus de 65 ans. L'âge moyen était de 39 ans. Pour 100 individus de sexe féminin il y en avait 119.4 de sexe masculin. Pour 100 femmes de plus de 18 ans, il y avait 142 hommes.
Le revenu moyen pour un foyer était de 6 875 $ et celui de la famille était de 31 250 $. Les hommes avaient un revenu moyen de 40 000 $ contre 47 917 $ pour les femmes. Le Revenu par tête était de 13 887 $. Il y avait 20,0 % de famille et 55,7 % vivant en dessous du Seuil de pauvreté, incluant 35,3 % en dessous de 18 ans et aucun au-dessus de 65 ans.
| 1880 | 1890 | 1920 | 1930 | 1940 | 1980 |
| ---- | ---- | ---- | ---- | ---- | ---- |
| 106  | 66   | 60   | 78   | 63   | 54   |

| 1990 | 2000 | 2010 | - | - | - |
| ---- | ---- | ---- | - | - | - |
| 35   | 68   | 67   | - | - | - |

## Source
- (en) Cet article est partiellement ou en totalité issu de l’article de Wikipédia en anglais intitulé « Eagle, Alaska » (voir la liste des auteurs).